# 杜欧蒙-沃
杜欧蒙-沃（法語：Douaumont-Vaux，法語發音：[dwomɔ̃ vo]）是法国默兹省的一个市镇，属于凡尔登区。该市镇于2019年1月1日由原市镇杜欧蒙和沃德旺当卢合并而成，行政中心位于沃德旺当卢。

## 地理
杜欧蒙-沃（49°12'44"N, 5°28'24"E）面积12.70 平方千米，位于法国大東部大區默兹省，该省份为法国西北部内陆省份，北与比利时接壤，西接马恩省和阿登省，南至上马恩省和孚日省，东临默尔特-摩泽尔省。
与杜欧蒙-沃接壤的市镇（或旧市镇、城区）包括：奥尔讷、伯宗沃、迪耶普苏杜欧蒙、当卢、弗勒里德旺杜欧蒙、默兹河畔布拉、卢沃蒙-科特迪普瓦夫尔。
杜欧蒙-沃的时区为UTC+01:00、UTC+02:00（夏令时）。

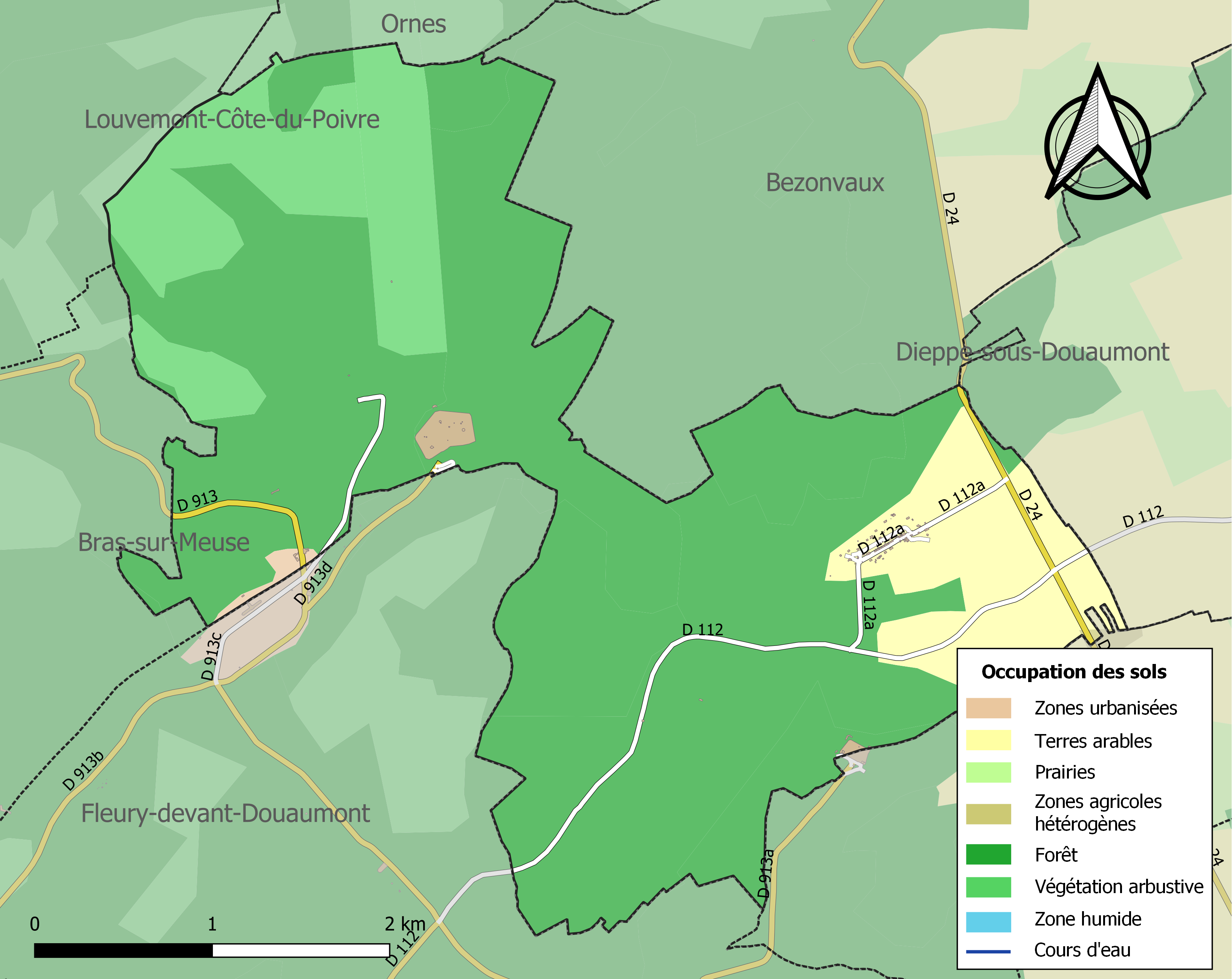
杜欧蒙-沃的OSM定位图

## 行政
杜欧蒙-沃的邮政编码为55400，INSEE市镇编码为55537。

## 政治
杜欧蒙-沃所属的省级选区为默兹河畔贝尔维尔县。

## 人口
杜欧蒙-沃于2022年1月1日时的人口数量为81人。